# ETD
ETD - End of Train Device, kdaj tudi FRED (Flashing Rear-End Device) ali SBU (Sense and Braking Unit) je elektronska naprava na zadnjem vagona tovornega vlaka. Obstajajo dva tipa: "neumni" (dumb), ki ima nameščeno samo svetilko, in "pametni" ki ima poleg svetilke tudi radijsko (telemetrično) povezavo s posadko v lokomotivi. ETD so prvič uporabili v Severni Ameriki leta 1969, pozneje so se razširili po celem svetu. 